# Winter-Weddell-Sea-Project
Das Winter-Weddell-Sea-Project war eine vom 6. Mai bis 14. Dezember 1986 in der Antarktis durchgeführte Expedition, während derer das Forschungsschiff Polarstern die sieben Monate des südlichen Winters im Weddellmeer verbrachte. Die Durchführung gelang, ohne dass das Schiff vom Treibeis des Weddell-Meeres eingeschlossen wurde.
Ziel der Expedition war die Untersuchung der Lebensvorgänge im winterlichen eisbedeckten Polarmeer. Insgesamt nahmen 140 Wissenschaftler an dieser Expedition teil. Ein Ergebnis war die Feststellung, dass sich Krill während des Winters großflächig an der Unterseite von Eisschollen verteilt.